# Антарктическая серебрянка
Антарктическая серебрянка (лат. Pleuragramma antarcticum) — антарктическая вторичнопелагическая лучепёрая рыба из семейства нототениевых (Nototheniidae) отряда окунеобразных (Perciformes).  Единственный вид в монотипическом роде антарктических серебрянок (Pleuragramma), входящем в состав подсемейства Плеураграммины (Pleuragramminae).
Впервые вид был описан в 1902 году бельгийско-британским зоологом, ихтиологом и ботаником Джорджем Альбертом Буленджером (1858—1937) по синтипам, пойманным в море Росса. Латинское и русское названия (лат. antarcticum — «антарктическая») были даны виду по месту его обитания. В литературе встречается также иное написание научного названия вида, где видовой эпитет приводится не в среднем, а в женском грамматическом роде — Pleuragramma antarctica.
Циркумполярно-антарктический эндемик высокоширотной зоны Антарктики, населяющий окраинные моря Антарктиды и воды ближайших к Антарктическому полуострову групп островов. Средний по размеру пелагический вид,  достигающий общей длины до 31 см и массы до 239 г. Обитает в эпи- и мезопелагиали Южного океана до глубины 1000 м. Согласно схеме зоогеографического районирования по донным рыбам Антарктики, предложенной А. П. Андрияшевым и А. В. Нееловым, ареал вида находится в границах западноантарктической и восточноантарктической провинций гляциальной подобласти Антарктической области.
Может встречаться в уловах донных и разноглубинных (пелагических) тралов, а также в желудках рыб-ихтиофагов.

## Характеристика антарктической серебрянки
В первом спинном плавнике 6—8 гибких колючих лучей, во втором спинном плавнике 35—38 членистых лучей, в анальном плавнике 36—39 членистых лучей, в грудном плавнике 19—21 луч, в хвостовом плавнике 12 ветвистых лучей; общее число тычинок на первой жаберной дуге 29—35, из них в нижней части — 20—26, в верхней части — 8—12 жаберных тычинок; общее число позвонков 52—56.
Тело прогонистое, сильно сжатое с боков, сельдеобразное, с достаточно рыхлыми (студенистыми) и упругими боковыми мышцами, покрытое крупной, очень тонкой, легко опадающей циклоидной чешуёй. Жаберные крышки и щёки также покрыты чешуёй, верх головы голый. Рыло заострённое, рот верхний, с выступающей вперёд нижней челюстью и косой ротовой щелью. Зубы на челюстях мелкие, щетинковидные, расположенные до 3-х рядов у симфиза верхней челюсти; в средней части нижней челюсти имеются по 3—4 увеличенных зуба. На боках тела проходят три боковых линии, представленные прободёнными чешуями, на поверхности которых сидят по 3 свободных невромаста, сгруппированных в компактную группу в виде короткого вертикального штриха. Хвостовой плавник глубоко выемчатый.
Общая окраска тела типично пелагическая, с тёмной спинкой и серебристо-белыми боками и нижней частью тела. У живых рыб бока туловища имеют характерный радужно-розоватый отблеск. Все плавники светлые, с прозрачной плавниковой складкой.

## Распространение и батиметрическое распределение
Встречается циркумполярно в окраинных морях Антарктиды, а также у Антарктического полуострова, Южных Шетландских и Южных Оркнейских островов. Обитает в толще воды в широком батиметрическом диапазоне — от поверхности до 970—1000 м. В летний период образует большие и плотные нагульные скопления, обычно приуроченые к внешнему шельфу и верхней части континентального склона. Наиболее стабильные скопления были отмечены в заливе Прюдс моря Содружества. Самые плотные скопления, характеризующиеся как промысловые, привязаны к зоне повышенных горизонтальных градиентов температуры воды. Благоприятными условиями для формирования плотных агрегаций антарктической серебрянки являются воды с температурой в пределах −1,5—1,85 °C и солёностью 33,57—34,20 ‰.

## Размеры
Общая длина самок достигает 305 мм (274 мм стандартной длины), вес — 239 г. Самцы несколько меньше: достигают 250 мм общей длины (221 мм стандартной длины) и веса 124 г. Отмечено увеличение среднего размера рыб с увеличением глубины лова. Самые крупные рыбы встречаются в индоокеанском секторе Южного океана.

## Близкие виды
Наиболее филогенетически близкими видами к антарктической серебрянке являются 4 вторичнопелагических вида, принадлежащие к тому же подсемейству плеураграммины: длиннопёрая нототения (Aethotaxis mitopteryx), гвоздарь Световидова (Gvozdarus svetovidovi) и 2 вида клыкачей рода Dissostichus.